# Spartaeus platnicki
Spartaeus platnicki là một loài nhện trong họ Salticidae.
Loài này thuộc chi Spartaeus. Spartaeus platnicki được Da-xiang Song, Jun Chen & Gong miêu tả năm 1991.